# 马朗尚镇
马朗尚镇是葡萄牙波尔图区的一个堂区。总面积6.61平方公里，总人口1078人，人口密度163.1人/平方公里。